# Trochosa ruandanica
Trochosa ruandanica là một loài nhện trong họ Lycosidae.
Loài này thuộc chi Trochosa. Trochosa ruandanica được Carl Friedrich Roewer miêu tả năm 1960.